# Sint-Dionysiuskerk (Heijen)

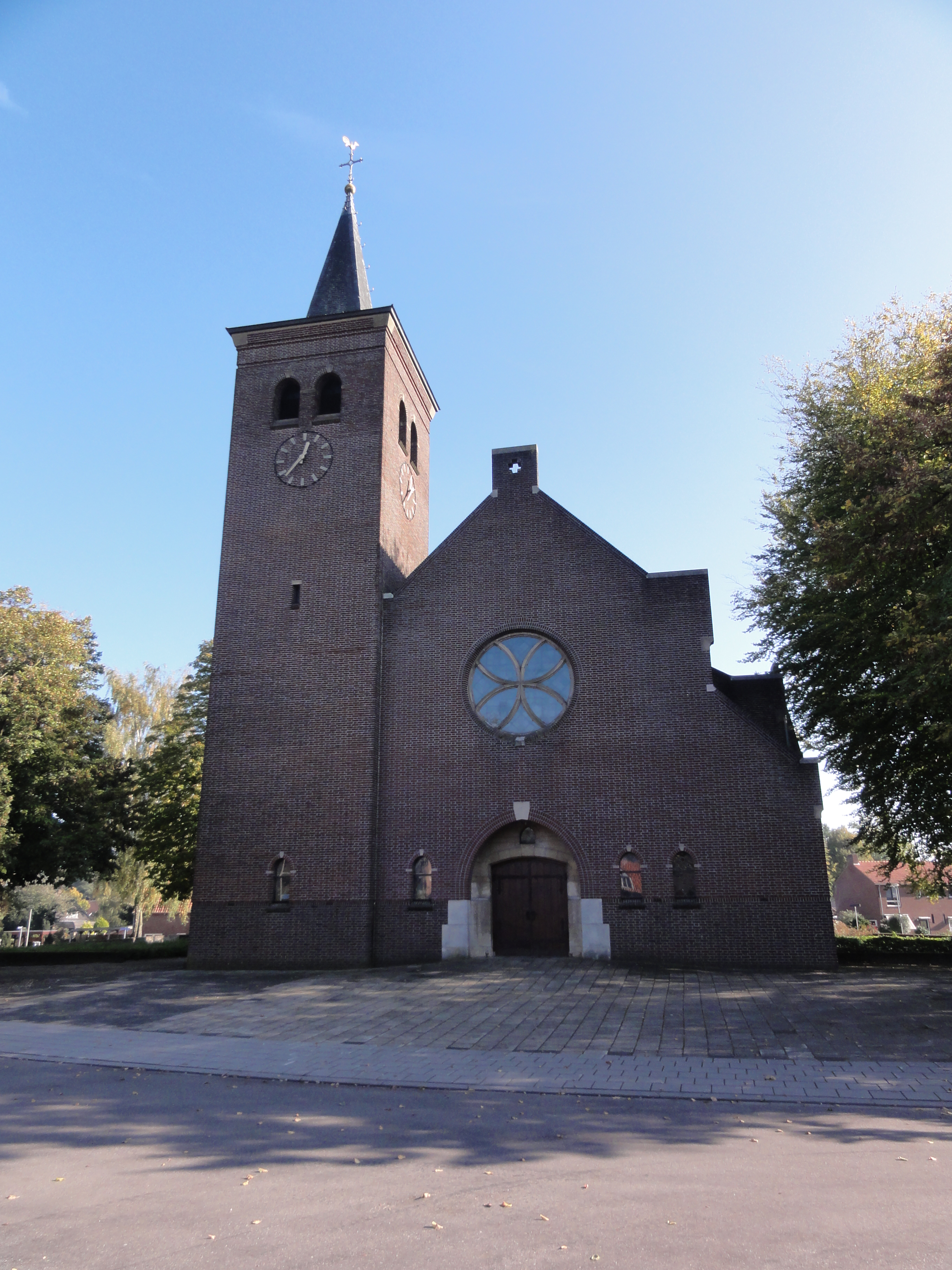
Sint-Dionysiuskerk

De Sint-Dionysiuskerk is de parochiekerk van Heijen, gelegen aan Hoefstraat 39.

## Geschiedenis
Waarschijnlijk stond al in de 9e eeuw een katholieke kerk in Heijen. Deze kerk zal later waarschijnlijk uitgebreid zijn tot een romaans bouwwerk. Tussen 1300 en 1450 werd een nieuwe, vroeg-gotische kerk gebouwd, waarvan het priesterkoor, (dat er tot 1944 stond) als afkomstig uit 1450 werd gedateerd. In 1852 werd het oude schip van de kerk gesloopt, om plaats te maken voor een ruimer opgezet schip in het kader van de bouw van waterstaatskerken. Door een storm beschadigde de toren in 1889, waarop in 1890 naar ontwerp van Caspar Franssen een nieuwe toren en doopkapel werden gebouwd. Tevens werd het priesterkoor gerestaureerd.
Tijdens de oorlog werd de kerk bijna geheel verwoest. Vanuit de linkermaasoever werd met 128 schoten door de Geallieerden de torenspits omver geschoten. In haar val beschadigde het dak en de gewelven van het schip. Enkele maanden later, Heijen en omstreken bleef frontgebied, werden bij artillerievuur het zolder en dak vrijwel verwoest. Het priesterkoor kreeg juist achter het hoofdaltaar een voltreffer. Ook het oudste orgel van Limburg, aanwezig in deze kerk, werd tijdens deze maanden verwoest. Doordat de kerk onherstelbaar verwoest werd, werd direct na de re-evacuatie aangevangen met het sloopwerk.
De drie klokken werden tijdens de oorlog door de Duitse bezetters in beslag genomen. Toen dit nieuws bekend werd, luidden de Heijenaren om de beurt de klokken, zodat ze de hele dag beierden. Voor het laatst, want er is geen spoor meer van teruggevonden.
Na de oorlog werden de missen in een noodkerk gehouden. In 1954 werd naar ontwerp van architect Frans Stoks een nieuwe kerk gebouwd. Deze kwam op een andere plaats te staan dan de voorgangers, aangezien ook het dorp heropgebouwd diende te worden en de dorpskern op een andere plaats verrees.
De nieuwe kerk is een bakstenen, driebeukige kruiskerk. Links van de voorgevel bevindt zich de klokkentoren, die gedekt wordt door een naaldspits. Natuurstenen versieringen, zoals sluitstenen, doen denken aan de Delftse School. Boven de zware maar gedrongen ingangspartij bevindt zich een roosvenster. Het interieur is traditionalistisch: kruisgewelven en pilaren, uitgevoerd in schoon metselwerk en met natuurstenen elementen, zoals kapitelen.
Het orgel is een Verschueren-orgel uit 1969.

## Trivia
De pastoor droeg de Missen aanvankelijk op in een café, waarvan de eigenaar afwezig was. Toen deze terugkwam, wilde hij het café weer voor zich hebben. Dit leidde tot een conflict dat uiteindelijk in der minne werd geschikt: De noodkerk werd achter het café gebouwd en na voltooiing van de nieuwe kerk zou de noodkerk aan de eigenaar van het café komen, die deze uiteindelijk als danszaal in gebruik heeft genomen.